# 고쿠후타가조역
고쿠후타가조역(일본어: 国府多賀城駅)은 일본 미야기현 다가조시에 있는 동일본 여객철도 도호쿠 본선의 역이다. 상대식 승강장 2면 2선의 구조를 지닌 지상역이자 교상 역사이다.

## 타는 곳
| 1 | ■ 도호쿠 본선 | (하행) | 시오가마 · 마쓰시마 · 고고타 방면 |
| 2 | ■ 도호쿠 본선 | (상행) | 센다이 · 시로이시 · 후쿠시마 방면 |

## 이용 현황
| 연도     | 하루 평균 승차 인원 | 연도     | 하루 평균 승차 인원 |
| 2001년도 | 394                 | 2006년도 | 976                 |
| 2002년도 | 547                 | 2007년도 | 1,014               |
| 2003년도 | 683                 | 2008년도 | 1,099               |
| 2004년도 | 832                 | 2009년도 | 1,091               |
| 2005년도 | 906                 | 2010년도 | 1,052               |
| -------- | ------------------- | -------- | ------------------- |

## 역 주변
- 도호쿠 역사 박물관
- 도호쿠 가쿠엔 대학 공학부 다카조 캠퍼스
- 우키시마 진자
- 다카 진자

## 인접 정차역
| 도호쿠 본선            | 도호쿠 본선   | 도호쿠 본선              |
| ---------------------- | ------------- | ------------------------ |
| 리쿠젠산노 센다이 방면 | ■ 도호쿠 본선 | 시오가마 이치노세키 방면 |